# Tanjung Permai (Kampar Kiri Hulu)
Tanjung Permai is een bestuurslaag in het regentschap Kampar van de provincie Riau, Indonesië. Tanjung Permai telt 247 inwoners (volkstelling 2010).